# Bitwa pod Chapultepec
Bitwa pod Chapultepec – starcie zbrojne, które miało miejsce w dniach 12–13 września 1847 roku pomiędzy Stanami Zjednoczonymi i Meksykiem podczas wojny amerykańsko-meksykańskiej pod murami twierdzy Chapultepec broniącej od zachodu dostępu do Meksyku.
Amerykanie musieli zdobyć twierdzę przed uderzeniem na miasto Meksyk. Meksykańskie oddziały pod dowództwem Nicolása Bravo uległy szturmującej bramy fortecy armii amerykańskiej dowodzonej przez generała Winfielda Scotta.
W czasie bitwy na sąsiednim wzgórzu miała miejsce egzekucja 30 irlandzkich żołnierzy z Batalionu Świętego Patryka, którzy zdezerterowali z armii amerykańskiej i przeszli na stronę Meksyku.